# 韓国映画データベース
韓国映画データベース（かんこくえいがデータベース、略称 KMDb）は、韓国映像資料院 (KOFA) が運営する韓国映画に関するオンライン・データベースで、大韓民国情報通信部の支援を受け2006年2月に開設された。米国のインターネット・ムービー・データベース (IMDb) を手本にしている。

## 概要
このサイトでは、韓国映画作品、関連人物、画像、記事、評論、脚本、文献などを検索することが出来る。提供する情報は、作品情報2万6千件、人物情報3万5千件を始め、ポスター1万件、映画脚本1万2千件、関連論文2千件、記事評論3万件、13万件余の録音資料情報などに及ぶ。
関連サイトに、韓国内外のアニメ作品2400編余の情報およびストリーミング・サービスを提供するアニメーション・データベース（アニDb）と独立映画作品を扱う独立映画 KMDb がある。
また、韓国映像資料院が著作権を購入してストリーミング・サービスを提供する韓国映画 VOD も運営されている。2009年末時点で、韓国古典映画301編と関連映像を提供し、2010年2月には独立映画作品37編を追加した。古典映画は1編500ウォン、月別企画作品や独立映画、ドキュメンタリー作品は無料で視聴できる。